# حصار أركوت
حصار أركوت (بالإنجليزية: Siege of Arcot) وقع في الفترة من 23 سبتمبر إلى 14 نوفمبر 1751 في بلدة أركوت الهندية، بين قوات شركة الهند الشرقية البريطانية بقيادة روبرت كلايف، المتحالفة مع محمد علي خان واليجه، وقوات تشاندا صاحب، حليف شركة الهند الشرقية الفرنسية. كان الحصار جزءًا من أحداث الحرب الكارناطية الثانية، وهي صراع أوسع بين القوى الاستعمارية الأوروبية المتنافسة في جنوب الهند.

## الخلفية
نشب النزاع نتيجة للصراع على خلافة نواب الكارناطك بعد وفاة أنور الدين، حيث دعم البريطانيون محمد علي خان واليجه، بينما دعمت فرنسا مرشحها تشاندا صاحب. كان أركوت مركزًا استراتيجيًا هامًا، وسيطرتها تعني تفوقًا سياسيًا وعسكريًا في المنطقة.

## مجريات الحصار
قاد روبرت كلايف قوة صغيرة قوامها نحو 300 جندي أوروبي و200 جندي هندي، واستولى على بلدة أركوت بشكل مفاجئ في سبتمبر 1751. بعد ذلك، حاصرته قوات تشاندا صاحب، التي قادها ابنه رانجابينايك، بقوة بلغت نحو 8,000 جندي.
ورغم التفوق العددي الكبير، تمكن كلايف ورجاله من الصمود لمدة 50 يومًا داخل القلعة، معتمدين على التحصينات والمناورات الليلية. وانتهى الحصار بانسحاب قوات تشاندا صاحب بعد فشل الهجوم الكبير الأخير على القلعة في 14 نوفمبر 1751.

## النتائج
كان انتصار البريطانيين في أركوت انتصارًا نفسيًا واستراتيجيًا كبيرًا، وأسهم في تعزيز مكانة محمد علي خان واليجه، كما زاد من نفوذ البريطانيين في جنوب الهند. اعتُبرت المعركة نقطة تحول لصالح شركة الهند الشرقية البريطانية في الهند.

## الأثر الطويل
ساهم هذا الانتصار في صعود نجم روبرت كلايف بوصفه قائدًا عسكريًا محنكًا، ومهّد الطريق لتوسّع النفوذ البريطاني في شبه القارة الهندية لاحقًا.

## وصلات خارجية
- مقالة عن حصار أركوت – موسوعة بريتانيكا
- National Army Museum – Siege of Arcot